# Bombardarea Pisei în Al Doilea Război Mondial
Bombardamentul asupra Pisei a avut loc pe 31 august 1943, în timpul celui de-Al Doilea Război Mondial. Având ca obiectiv dezactivarea stației de triaj a orașului, acesta a cauzat, de asemenea, daune grave orașului însuși (deși cele mai faimoase repere ale sale au rămas neatinse) și victime civile.

## Istoric
Gara Pisa Centrale era considerată de Aliați ca fiind de importanță strategică pentru comunicațiile feroviare din Italia centrală, deoarece era punctul de intersecție dintre linia de cale ferată Torino-Genova-Roma-Napoli și linia de cale ferată Livorno-Florența; acest lucru a dus la mai multe raiduri aeriene aliate care au vizat distrugerea sa. În plus, cartierul Porta a Mare găzduia mai multe fabrici implicate în producția de război, iar aerodromul San Giusto din apropiere era o bază pentru Regia Aeronautica.
Primul și cel mai puternic raid a avut loc pe 31 august 1943, când 152 de Boeing B-17 Flying Fortress și Consolidated B-24 Liberator al Armatei Aeriene a Statelor Unite⁠(d), decolând de pe aerodromurile din Tunisia, au aruncat 408 tone de bombe asupra cartierului Porta a Mare, unde se afla gara. Acest raid a făcut parte și din campania intensificată de bombardamente aliate asupra Italiei după căderea lui Benito Mussolini la 25 iulie 1943, având ca scop îndrumarea noului guvern Badoglio spre predare. Raidul a început la ora 13:01, la ora prânzului, și a durat șapte minute. Sirenele de raid aerian fuseseră declanșate la ora 12:00, dar din cauza unui număr de alerte false în lunile anterioare, o mare parte a populației nu a mers la adăposturile antiaeriene, crezând că este încă o alarmă falsă; acest lucru a contribuit la numărul mare de decese.
La ora 13:01, primii bombardieri au început să arunce bombe asupra centralei electrice Porta a Mare. Au fost aruncate 367 de bombe asupra fabricii Saint-Gobain, ucigând 56 de muncitori în timpul pauzei de masă. Artileria antiaeriană italiană de 90 mm și germană de 88 mm au deschis focul, iar avioanele de vânătoare Macchi C.200⁠(d) au decolat de pe aerodromul Arena Metato din apropiere, dar nu au putut interfera serios cu raidul; doar patru dintre cele 152 de B-17 și B-24 au fost doborâte.
Gara, obiectivul raidului, a fost lovită și grav avariată; în același timp, însă, întreaga parte a Pisei situată la sud de râul Arno a suferit daune grave, iar cartierul Porta a Mare fiind practic ras de pe fața pâmântului. 2.500 de case au fost distruse sau avariate, iar mai multe clădiri istorice au fost, de asemenea, lovite, cum ar fi Palazzo Pretorio și bisericile San Paolo a Ripa d'Arno și Sant'Antonio Abate. Cel puțin 952 de locuitori ai Pisei au fost uciși, potrivit cifrelor oficiale; alte estimări susțin că numărul de decese a fost mai mare, până la 2.500 de victime.

## Alte raiduri
După acest atac, Pisa a suferit noi raiduri puternice atât din partea USAAF⁠(d), cât și a Royal Air Force pe 23, 24 și 25 septembrie, 4 octombrie și 25 decembrie 1943, precum și pe 18 și 19 ianuarie și 14 februarie 1944. Toate aceste raiduri au vizat fie aerodromul, fie stația de triaj, dar au provocat și alte daune și victime în oraș. Vara anului 1944, Pisa a suferit și un puternic bombardament de artilerie din partea forțelor aliate în curs de înaintare.
Până la eliberarea Pisei de către Aliați, la 2 septembrie 1944, 48% din toate casele din oraș fuseseră distruse; majoritatea pagubelor s-au concentrat în cartierele din sudul Arnului, unde puține clădiri au scăpat neavariate. Decesele civile cauzate de raidurile aeriene și bombardamentele au fost de 1.738. 
Cele mai faimoase repere ale orașului – Catedrala, Turnul Înclinat și Baptisteriul – au supraviețuit fără să fie afectate. Cu toate acestea, Camposanto Monumentale⁠(d), după ce a fost cruțat de raidurile aeriene, a fost lovit de bombardamentele de artilerie, cu pierderea multor fresce. Multe alte biserici și palate istorice mai puțin cunoscute au suferit daune, deși acestea au fost reparabile în majoritatea cazurilor.